# Hernando Zuleta Holguín
Hernando Zuleta Holguín (Bogotá, 1933) es un economista y político colombiano.
Miembro del Partido Conservador Colombiano, de la corriente laureanista. En los años cincuenta fue secretario de hacienda de Cundinamarca, en los sesenta subdirector del Departamento Administrativo Nacional de Estadística (DANE), y fue nombrado gobernador de Cundinamarca entre 1975 y 1975 por el presidente Alfonso López Michelsen. En los años 80 ocupó la dirección del Instituto de Seguros Sociales de Colombia.

## Biografía
En 1958 fue Secretario de Hacienda de Cundinamarca para el gobernador Jorge Enrique Gutiérrez Anzola.

### Gobernador de Cundinamarca (1975-1977)
Fue nombrado gobernador de Cundinamarca por el gobierno de Alfonso López Michelsen,posesionándose el 20 de marzo de 1975, en reemplazo de Francisco Pizano de Brigard. Su salida de la gobernación, sin embargo, no estuvo exenta de polémicaZuleta pasó de la gobernación a la secretaría de la presidencia, siendo el hombre más cercano al presidente López. Por medio de Decreto Departamental 3490 de octubre de 1975, Zuleta ordenó la restitución del nombre del municipio de Apulo, que fue llamado en 1949 Rafael Reyes, pero que por iniciativa popular se reversó esa decisión. Descubrió una placa en honor a Miguel Samper Agudelo en el municipio de Guaduas. En su gestión se presentó el traslado del Hospital de La Hortúa a la Universidad Nacional por medio de un convenio interadministrativo, y el Plan Trienal de Desarrollo, para el mejoramiento de las finanzas del departamento.

### Director del Instituto de Seguros Sociales de Colombia
En los años 80, Zuleta llegó a la dirección del Instituto de Seguros Sociales de Colombia en el gobierno de Belisario Betancur. Poco tiempo después renunció para adherirse a la campaña presidencial de Álvaro Gómez Hurtado, quien fue derrotado en 1986 por Virgilio Barco.

## Familia
Hernando Zuleta Holguín era miembro de los círculos aristocráticos de Bogotá, siendo sus padres Alberto Zuleta Ángel y Emilia Holguín Nieto.
Su padre era hijo del empresario Eduardo Zuleta Gaviria, y hermano del diplomático Eduardo Zuleta Ángel. Nieto de Eduardo II es el periodista y abogado Felipe Zuleta Lleras, por lo que Hernando y Felipe son primos segundos.
Su madre era hija de Carlos Holguín y Caro, hijo a su vez del expresidente Carlos Holguín Mallarino y de Margarita Caro Tobar, sobrino de los expresidentes Miguel Antonio Caro y Jorge Holguín, y nieto de José Eusebio Caro y de Vicente Holguín Sánchez. Así mismo, Emilia era prima segunda de Julio Caro, y sobrina de Álvaro, Hernando, Clemencia y Margarita Holguín y Caro.
Una de las tías de Hernando, Margarita Holguín, era esposa del diplomático Juan Uribe Holguín (nacido Juan Uribe Uribe), quien, a su vez, era sobrino nieto del pintor Paul Gaugin y tataranieto de Flora Tristán.

## Obras
- El Estado Empresario (1971)[29]
- Las tendencias sociales y económicas de la seguridad social en Colombia y la necesidad de una reforma estructural
- Análisis De La Situación Financiera De Las Pensiones De Invalidez, Vejez, Jubilación, Muerte Y Sugerencias Para Un Cambio (1991).